# Cryptochilus sanguineus
Cryptochilus sanguineus là một loài thực vật có hoa trong họ Lan. Loài này được Wall. mô tả khoa học đầu tiên năm 1824.